# Tell Rifaat
Tell Rifaat vagy Tel Rifaat, Tel Rif’at, Tal Rifaat (arabul: تل رفعت) északnyugat-szíriai város az Aleppo-hegység északi részén. A 2004-es népszámlálásban népessége 20 514 fő volt. A közelben található települések: északról Aʿzāz, keletre Mare, Kafr Naya délre, Deir Jamal és Aqiba délnyugatra, nyugatra Ibbin Samaan.

## Fekvése
Halabtól 25 km-rel északra található.

## Története
Tell Rifaat a vaskor óta lakott hely volt, egykor Arpad néven volt ismert.
Árpád később az Urartui Királyság egyik nagy vazallusvárosa lett. 743-ban az urartui-asszíriai háború alatt II. Tiglat-Pileszár új-asszír király ostromolta és foglalta el Árpádot, mely ezután tartományi fővárosául szolgált. Árpád még ma is 8 méter magasságú falainak maradványai máig láthatók Tell Rifaatban.
Tell Rifaat mai helyén később is létezett település, az itt végzett régészeti kutatások alkalmával 1967-ben ez időszakból származó érméket találtak.